# Università di Bielefeld
L'Università di Bielefeld (Universität Bielefeld) si trova nella città di Bielefeld, nel Bundesland Renania Settentrionale-Vestfalia. L'università fu fondata nell'anno 1969. Nell'anno accademico 2024/2025 c'erano 23.342 studenti iscritti. Nel 2024 c'erano 314 professori.